# Elección presidencial de Alemania Occidental de 1989
Una elección presidencial indirecta se celebró en Alemania Occidental, el 23 de mayo de 1989. El único candidato correspondía a Richard von Weizsäcker, quien contó con el apoyo de los cuatro partidos mayoritarios en el momento (CDU/CSU, SPD, FDP y los Verdes), resultando reelegido. Fue la primera, y hasta la fecha única vez que un candidato presidencial no tuvo oposición, así como la primera y hasta ahora única vez que hubo únicamente un candidato en las elecciones. 
Durante varios años, Weizsäcker se había ganado el respeto de los electores tras haber pronunciado un discurso en ocasión de los 40 años del fin de la Segunda Guerra Mundial, el 8 de mayo de 1985.
Cabe destacar que esta fue la última elección presidencial que se efectuó  en Bonn, ya que después de la Reunificación de Alemania, las elecciones comenzaron nuevamente a llevarse a cabo en Berlín, al igual que todas las elecciones llevadas a cabo entre 1954 y 1969.

## Composición de la Asamblea Federal
El Presidente es elegido por la Asamblea Federal integrada por todos los miembros del Bundestag y un número igual de delegados en representación de los estados. Estos se dividen proporcionalmente según la población de cada estado, y la delegación de cada estado se divide entre los partidos políticos representados en su parlamento a fin de reflejar las proporciones partidistas en el parlamento.
| Por Partido                 | Por Partido    | Por Partido | Por Estado        | Por Estado |
| Partido                     | Partido        | Miembros    | Estado            | Miembros   |
| --------------------------- | -------------- | ----------- | ----------------- | ---------- |
|                             | CDU/CSU        | 479         | Bundestag         | 519        |
|                             | SPD            | 419         | Baden-Württemberg | 77         |
|                             | FDP            | 71          | Baviera           | 94         |
|                             | Los Verdes     | 67          | Berlín            | 16         |
|                             | Republicanos   | 1           | Bremen            | 5          |
|                             | Independientes | 1           | Hamburg           | 13         |
| Total                       | Total          | 1038        | Hesse             | 46         |
|                             |                |             | Baja Sajonia      | 63         |
| Renania del Norte-Westfalia | 141            |             |                   |            |
| Renania-Palatinado          | 32             |             |                   |            |
| Saarland                    | 9              |             |                   |            |
| Schleswig-Holstein          | 23             |             |                   |            |
| Total                       | 1038           |             |                   |            |

Fuente: Eine Dokumentation aus Anlass der Wahl des Bundespräsidenten am 18. März 2012

## Resultados[1]
| Candidato                                                                                 | Apoyo político                 | Votos | %    |
| ----------------------------------------------------------------------------------------- | ------------------------------ | ----- | ---- |
| Richard von Weizsäcker                                                                    | CDU, CSU, SPD, FDP, Los Verdes | 881   | 84.9 |
| Votos en contra                                                                           | Votos en contra                | 108   | 10.4 |
| Votos en blanco                                                                           | Votos en blanco                | 30    | 2.9  |
| Votos inválidos                                                                           | Votos inválidos                | 3     | 0.3  |
| Electores que no sufragaron                                                               | Electores que no sufragaron    | 16    | 1.5  |
| Total                                                                                     | Total                          | 1,038 | 100  |
| Con estos resultados, Richard von Weizsäcker fue reelegido Presidente Federal de Alemania |                                |       |      |